# Freeridge
On My Block
Freeridge est une série télévisée américaine en huit épisodes d'environ 28 minutes créée par Lauren Iungerich, Eddie Gonzalez, Jeremy Haft, Jamie Dooner et Jamie Uyeshiro, et mise en ligne le  2 février 2023 sur Netflix.
Il s'agit d'un spin-off de la série On My Block.

## Distribution

### Acteurs principaux
- Keyla Monterroso Mejia (en) (VF : Justine Berger) : Gloria
- Bryana Salaz (en) (VF : Zina Khakoulia) : Ines, sœur de Gloria
- Tenzing Norgay Trainor (VF : Enzo Ratsito) : Cameron
- Ciara Riley Wilson (VF : Clara Quilichini) : Demi
- Peggy Blow (en) : Mariluna

### Acteurs récurrents
- Zaire Adams : Andre
- Paula Garces (VF : Floria Kaprielian) : Geny
- Eric Gutierrez : Ruben
- JeanPaul SanPedro (VF : Eilias Changuel) : Javier
- J.R. Villarreal (VF : Jonathan Dos Santos) : Tonio
- Michael Solomon (VF : Simon Koukissa-Barney) : Rusty

## Production
Le 12 avril 2023, la série est annulée.

## Épisodes
1. La Boîte (The Box)
2. Le Gâteau (Cake)
3. Cinnamon
4. La mère morte (Dead Mom)
5. Edward aux canettes (Edward Claw Hands)
6. Vengeance (Revenge)
7. L'Équilibre karmique (Karmic Coincidence)
8. Thanksgiving